# Kassuben-Wicke

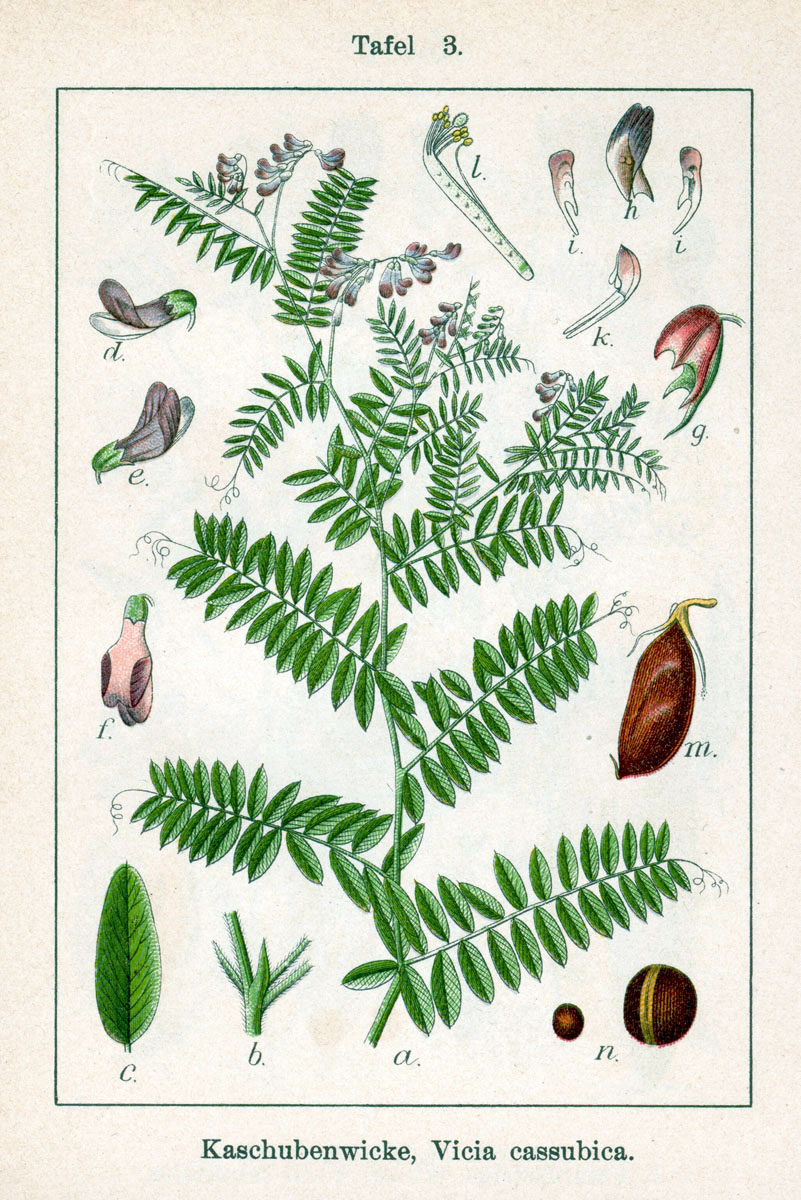
Illustration

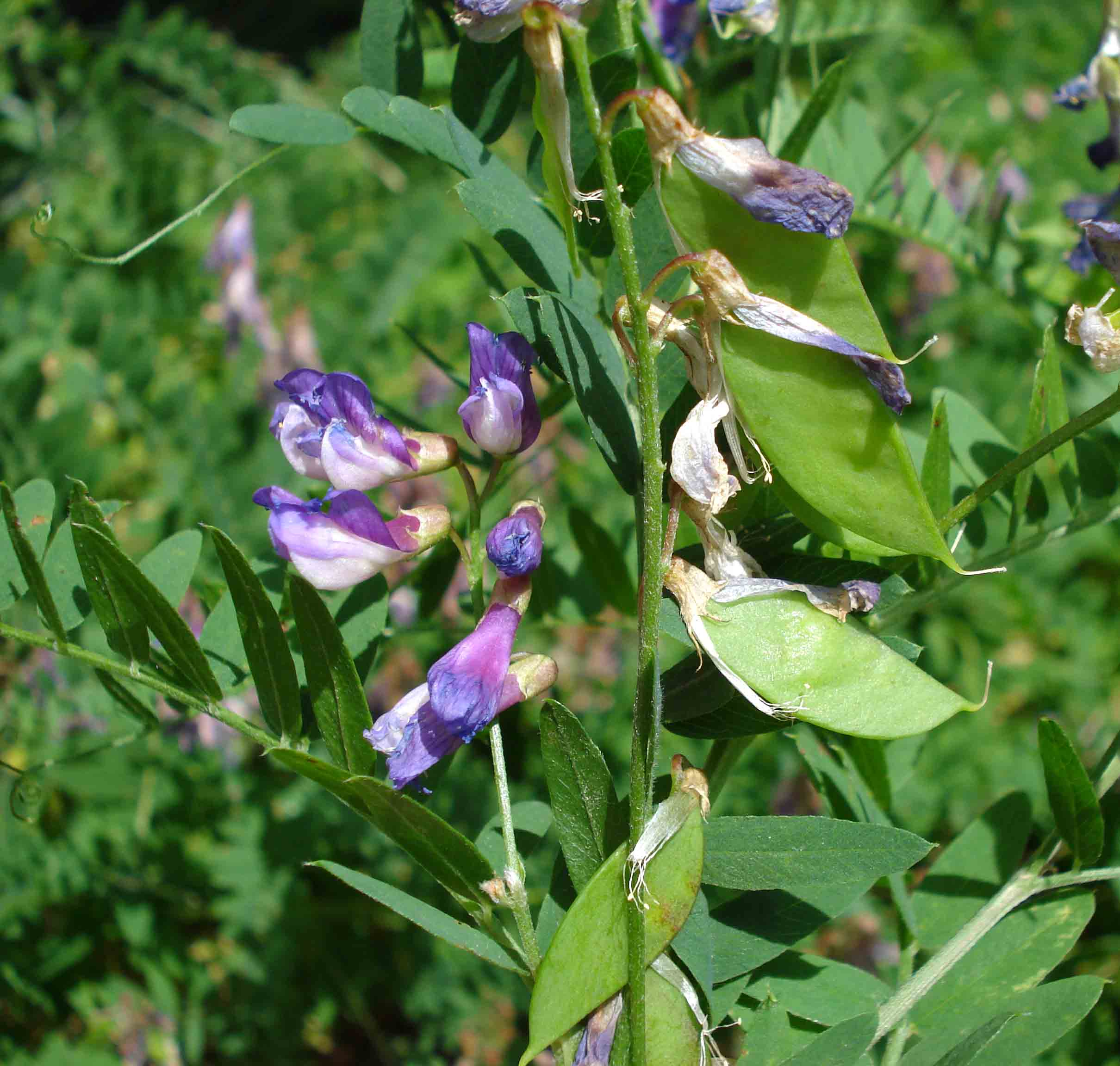
Blüten- und Fruchtstand

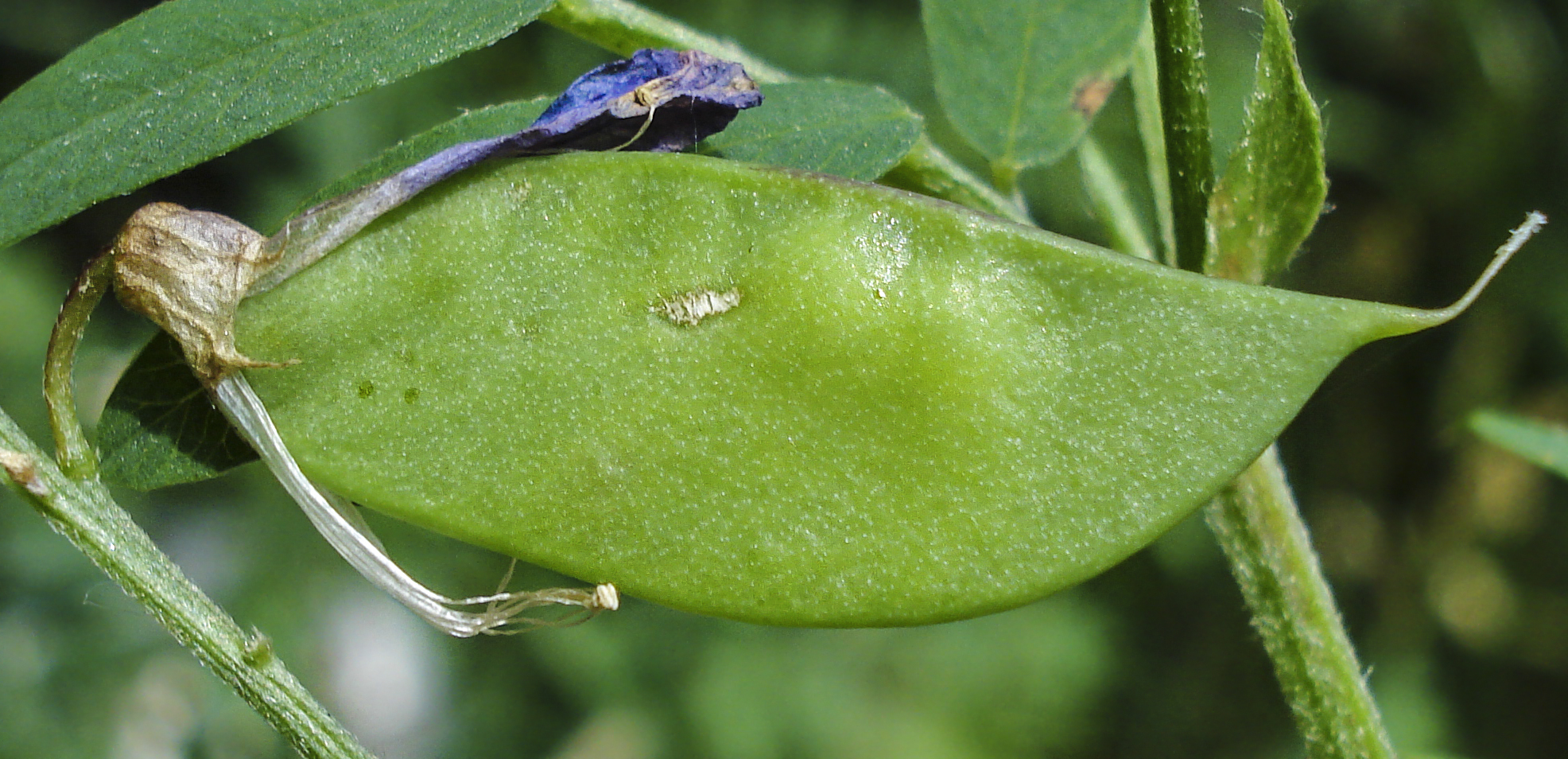
Schote (Detail)

Die Kassuben-Wicke (Vicia cassubica) ist eine Pflanzenart aus der Gattung Wicken (Vicia) in der Unterfamilie der Schmetterlingsblütler (Faboideae) innerhalb der Familie der Hülsenfrüchtler (Fabaceae). Sie ist in Mitteleuropa  nur stellenweise verbreitet. Der Name Kassuben-Wicke geht auf die Kaschubei zurück.

## Beschreibung

### Habitus und Laubblätter
Die Kassuben-Wicke ist eine ausdauernde krautige Pflanze mit ästiger, kriechender Grundachse und kurzen, dicken Bodenausläufern. Der meist einzelne Stängel ist einfach oder verzweigt, meist aufrecht, seltener niederliegend oder kletternd, 30 bis 60 cm lang, kantig und wie die Laubblätter mehr oder weniger kurz und weich behaart bis verkahlend.
Die wechselständigen Laubblätter sind etwa 5 bis 13 cm lang, paarig gefiedert, mit meist schwachen, einfachen oder ästigen Ranken und neun bis elf Paaren Fiederblättchen ausgestattet. Die kurz gestielten Fiederblättchen sind elliptisch bis länglich-lanzettlich, etwa 12 bis 15 mm lang und 5 bis 7 mm breit, meist abgerundet und mit scharf abgesetztem Spitzchen versehen. Sie besitzen zahlreiche, in einem Winkel von etwa 45 Grad abgehende, netzig verbundene Seitennerven, sind trübgrün, beiderseits behaart bis ganz kahl. Die Nebenblätter sind etwas schmäler als der Stängel, halbpfeil- bis halbspießförmig und meist ganzrandig.

### Blütenstände und Blüten
Die traubigen Blütenstände sind etwa 5 bis 8 cm lang, kürzer bis so lang wie die Laubblätter, mehr oder weniger deutlich einseitig und tragen zehn bis zwölf Blüten. Die Blütenstiele besitzen eine Länge von 2 bis 3 mm. Die zygomorphen Blüten sind 9 bis 12 mm lang. Der Kelch ist glockig, schief gestutzt und besitzt kurze Zähne. Die oberen sind kurz dreieckig, die unteren pfriemlich und höchstens so lang wie die Röhre. Die Kronblätter sind von ähnlicher Form wie bei Vicia cracca. Die Fahne ist rotviolett, dunkler geadert und wenig länger als die weißlichen, vorn bläulichen Flügel und das weißliche, vorn mehr oder weniger violette Schiffchen.
Die Kassuben-Wicke blüht in den Monaten Juni und Juli.

### Früchte und Samen
Die Hülsenfrüchte sind deutlich gestielt, etwa 1,5 bis 2,5 cm lang und 6 bis 8 mm breit, eirauten-förmig, flach, kahl, glatt und lebhaft kastanienbraun gefärbt. Sie enthalten ein bis drei Samen. Die Samen sind eiförmig-kugelig, etwas abgeflacht, etwa 4 mm lang, glatt, gelbbraun bis olivgrün gefärbt und mehr oder weniger heller gefleckt. Die Samen der Kassuben-Wicke werden vermutlich durch Hühnervögel verbreitet.

### Chromosomenzahl
Die Chromosomenzahl beträgt 2n = 12.

## Verbreitung und Standortbedingungen
Die Kassuben-Wicke ist in Europa im nördlichen und östlichen Mitteleuropa bis Süd-Skandinavien, Russland, Ukraine, Krim, Kleinasien, Balkan und auf den Apenninen beheimatet. Vicia cassubica ist ein gemäßigt-kontinentales bis submediterranes Florenelement. Das Areal reicht aber von Europa bis zum Iran.
Die Kassuben-Wicke ist ein pontisches Florenelement. Es wird vermutet, dass sie aus den Donau- und Sudetenländern ins Oder-, Elbe- und Rheingebiet eingewandert ist. Die Vorkommen im östlichen Deutschland und in Südschweden haben jedoch kaum reliktartigen Charakter; hier kommt sie häufiger vor. Die wenigen Vorkommen in Südwestdeutschland (Deidesheim, Wachenheim) sind hingegen vollständig vom Hauptareal isoliert.
In Österreich findet man Vicia cassubica zerstreut bis selten, während sie in der Schweiz ganz fehlt.
Die Kassuben-Wicke wächst in trockenen Laub- und Nadelwäldern sowie auf Waldwiesen. Sie ist in Mitteleuropa eine Charakterart des Agrimonio-Vicietum cassubicae aus dem Verband Trifolion medii.

## Taxonomie
Die Kassuben-Wicke wurde 1753 von Carl von Linné in Species Plantarum Band 2, Seite 735 als Vicia cassubica erstbeschrieben.